# TPSD1
TPSD1 (англ. Tryptase delta 1) – білок, який кодується однойменним геном, розташованим у людей на короткому плечі 16-ї хромосоми. Довжина поліпептидного ланцюга білка становить 242 амінокислот, а молекулярна маса — 26 584.
| 10         |  | 20         |  | 30         |  | 40         |  | 50         |
| ---------- |  | ---------- |  | ---------- |  | ---------- |  | ---------- |
| MLLLAPQMLS |  | LLLLALPVLA |  | SPAYVAPAPG |  | QALQQTGIVG |  | GQEAPRSKWP |
| WQVSLRVRGP |  | YWMHFCGGSL |  | IHPQWVLTAA |  | HCVEPDIKDL |  | AALRVQLREQ |
| HLYYQDQLLP |  | VSRIIVHPQF |  | YIIQTGADIA |  | LLELEEPVNI |  | SSHIHTVTLP |
| PASETFPPGM |  | PCWVTGWGDV |  | DNNVHLPPPY |  | PLKEVEVPVV |  | ENHLCNAEYH |
| TGLHTGHSFQ |  | IVRDDMLCAG |  | SENHDSCQGD |  | SGGPLVCKVN |  | GT         |

A: Аланін

C: Цистеїн

D: Аспарагінова кислота

E: Глутамінова кислота

F: Фенілаланін

G: Гліцин

H: Гістидин

I: Ізолейцин

K: Лізин

L: Лейцин

M: Метіонін

N: Аспарагін

P: Пролін

Q: Глутамін

R: Аргінін

S: Серин

T: Треонін

V: Валін

W: Триптофан

Кодований геном білок за функціями належить до гідролаз, протеаз, серинових протеаз. 
Задіяний у такому біологічному процесі, як альтернативний сплайсинг. 
Секретований назовні.